# Palestina nos Jogos Olímpicos de Verão de 2008
A Palestina participou dos Jogos Olímpicos de Verão de 2008, em Pequim, na China. Atletas palestinos disputam os Jogos desde 1996.

## Desempenho

### Atletismo
| Atleta         | Prova            | Elim.    | Elim. | 1/4 de final | 1/4 de final | Semifinal   | Semifinal   | Final       | Final       |
| Atleta         | Prova            | Tempo    | Pos.  | Tempo        | Pos.         | Tempo       | Pos.        | Tempo       | Pos.        |
| -------------- | ---------------- | -------- | ----- | ------------ | ------------ | ----------- | ----------- | ----------- | ----------- |
| Gharid Ghrouf  | 100 m feminino   | 13.03    | 71    | Não avançou  | Não avançou  | Não avançou | Não avançou | Não avançou | Não avançou |
| Nader Almassri | 5000 m masculino | 14:41.10 | 38    | Não avançou  | Não avançou  | Não avançou | Não avançou | Não avançou | Não avançou |

### Natação
| Atleta        | Prova                | Elim. | Elim. | Semifinal   | Semifinal   | Final       | Final       |
| Atleta        | Prova                | Tempo | Pos.  | Tempo       | Pos.        | Tempo       | Pos.        |
| ------------- | -------------------- | ----- | ----- | ----------- | ----------- | ----------- | ----------- |
| Hamza Abdo    | 50 m livre masculino | 25.60 | 73    | Não avançou | Não avançou | Não avançou | Não avançou |
| Zakiya Nassar | 50 m livre feminino  | 31.97 | 79    | Não avançou | Não avançou | Não avançou | Não avançou |